# Стаутленд (Міссурі)
Стаутленд (англ. Stoutland) — селище (англ. village) в США, в округах Кемден і Лаклід штату Міссурі. Населення — 209 осіб (2020).

## Географія
Стаутленд розташований за координатами 37°48′48″ пн. ш. 92°31′1″ зх. д. / 37.81333° пн. ш. 92.51694° зх. д. (37.813205, -92.516978).  За даними Бюро перепису населення США в 2010 році селище мало площу 1,57 км², з яких 1,57 км² — суходіл та 0,00 км² — водойми.

## Демографія
Згідно з переписом 2010 року, у місті мешкали 192 особи в 93 домогосподарствах у складі 50 родин. Густота населення становила 123 особи/км².  Було 104 помешкання (66/км²).
Расовий склад населення:
| - 99,0 % — білих - 1,0 % — осіб інших рас |

До двох чи більше рас належало 0,0 %. Частка іспаномовних становила 5,7 % від усіх жителів.
За віковим діапазоном населення розподілялося таким чином: 16,1 % — особи молодші 18 років, 61,0 % — особи у віці 18—64 років, 22,9 % — особи у віці 65 років та старші. Медіана віку мешканця становила 46,4 року. На 100 осіб жіночої статі у місті припадало 93,9 чоловіків;  на 100 жінок у віці від 18 років та старших — 80,9 чоловіків також старших 18 років.
Середній дохід на одне домашнє господарство  становив 41 013 долари США (медіана — 36 667), а середній дохід на одну сім'ю — 46 100 доларів (медіана — 41 250). Медіана доходів становила 31 875 доларів для чоловіків та 32 917 доларів для жінок. За межею бідності перебувало 11,1 % осіб, у тому числі 25,0 % дітей у віці до 18 років та 14,7 % осіб у віці 65 років та старших.
Цивільне працевлаштоване населення становило 98 осіб. Основні галузі зайнятості: освіта, охорона здоров'я та соціальна допомога — 40,8 %, виробництво — 17,3 %, роздрібна торгівля — 14,3 %.